# Operation Resolute Support
Operation Resolute Suport of de Resolute Support Mission (RSM) was een door de NAVO geleide multinationale missie in Afghanistan. Hieraan werd onder meer ook deelgenomen door (vrijwillige) militairen en burgers Nederland en België. Meer dan 200 Nederlandse militairen  
en meer dan 70 Belgische namen deel aan de Resolute Support Mission. De missie werd op 12 juli 2021 officieel beëindigd. De diverse deelnemende landen hadden allen vóór 31 augustus 2021 hun eigen troepen teruggetrokken. Problematisch werd toen echter de moeizame evacuatie van Afghanen die jarenlang met de multinationale missie hadden samengewerkt, terwijl er tevens grote vluchtelingenstromen op gang kwamen, met name naar de buurlanden Iran en Pakistan van Afghaanse burgers die zich zonder de bescherming van de missie niet langer veilig voelden.

## Doelstelling
Deze operatie begon op 1 januari 2015 als opvolger van de International Security Assistance Force (ISAF), die op 28 december 2014 werd voltooid. Overeenkomstig Resolutie 2189 van de VN-Veiligheidsraad uit 2014 was RSM uitdrukkelijk een niet-gevechtsmissie die was gericht op het adviseren en trainen van de nationale Afghaanse veiligheidstroepen om het land op lange termijn en op eigen kracht te beschermen, onder auspiciën van de veiligheids- en defensiesamenwerkingsovereenkomst (BSA) tussen de Verenigde Staten en Afghanistan, die oorspronkelijk zou lopen vanaf 1 januari 2015 en van kracht zou blijven "tot eind 2024 en daarna", tenzij deze eerder zou worden beëindigd met een overeengekomen opzegtermijn van twee jaar.
Het doel van de missie was om training, advies en hulp te bieden aan de veiligheidstroepen en -instellingen van de in 2004 gevestigde Afghaanse regering in hun conflict met extremistische groeperingen zoals de Taliban, het Haqqani-netwerk en ISIS-K. Tevens ging het om het geleidelijk aan afbouwen van de aanwezigheid van buitenlandse troepen, die al aanzienlijke verliezen hadden geleden sinds hun komst na 2001 en wier rol zou moeten kunnen worden overgenomen door het inmiddels opgeleide en getrainde Afghaanse nationale leger.
De landen die deelnamen aan Operation Resolute Support waren merendeels dezelfde landen als de deelnemers aan de eerdere Operation Enduring Freedom en de ISA-missie, maar de onderlinge eensgezindheid na de reeds langdurige aanwezigheid in Afghanistan was minder.

## Omvang
In oktober 2019 had RSM de grootste troepenmacht op het Afghaans grondgebied, namelijk 17.178 militairen. Bovendien had de RSM in 2015 42 bijdragende landen, waarmee het zijn hoogtepunt bereikte. De Verenigde Staten leverden het grootste aandeel van het internationale contingent, terwijl andere landen als Italië (met name in het westen), Duitsland (met name in het noorden) en Turkije eveneens een leidende rol vervulden. Aangezien het doel van de operatie was een tijdelijke en overgangsrol te spelen, trok de missie geleidelijk haar strijdkrachten terug, die begin 2021 ongeveer 10.000 bedroegen. De missie werd formeel begin september 2021 beëindigd, op grond van de onderhandelingen die de Verenigde Staten te Doha hadden gevoerd met afgevaardigden van de Taliban, echter zonder daarbij de zittende Afghaanse regering zelf te betrekken. De laatst overgebleven RSM-eenheden die vertrokken, betroffen een Amerikaanse militaire eenheid onder bevel van generaal-majoor Christopher T. Donahue, die op 30 augustus 2021 werd teruggetrokken, toen na een verrassend snelle opmars, waartegen door de gedemoraliseerde overheidstroepen steeds minder weerstand werd geboden, de Taliban ook de hoofdstad Kaboel in handen hadden gekregen en Afghaanse regeringsleiders het land hadden ontvlucht.
Het operatieplan voor de Resolute Support Mission (RSM) werd eind juni 2014 goedgekeurd door de ministers van Buitenlandse Zaken van de NAVO-leden en de bijbehorende Status of Forces-overeenkomst werd ondertekend door de toenmalige Afghaanse president Ashraf Ghani en de Senior Civiele Vertegenwoordiger van de NAVO in Afghanistan, Maurits Jochems, in Kaboel op 30 september 2014. De Veiligheidsraad van de Verenigde Naties heeft daarop unaniem Resolutie 2189 aangenomen ter ondersteuning van de nieuwe internationale missie in Afghanistan.
De Resolute Support Mission bestond uit ongeveer 17.000 personeelsleden van de NAVO en partnerlanden in Afghanistan, waaronder ook Nederland en België. Het leiderschap over de operatie was een interlocking directorate: steevast dezelfde persoon als de commandant van de Amerikaanse strijdkrachten te Afghanistan.

## Organisatie
De bevoegdheden werden verdeeld tussen de "centrale hub" in Kaboel en Vliegbasis Bagram en vier ondersteunende "spaken". Deze organisatorische "spaken" werden gevormd door de Train Advise Assist Commands (TAAC's), die vier van de zes Afghan National Army Corps rechtstreeks ondersteunden. Train Advise Assist Command - Capital verving het voormalige Regional Command Capital. TAAC East assisteerde het 201st Corps van FOB Gamberi in de noordoostelijke provincie Laghman, TAAC South assisteerde het 205th Corps vanaf Kandahar International Airport, TAAC West assisteerde het 207th Corps in Herat en TAAC North dekte het 209th Corps vanuit de stad Mazar-i-Sharif.
Het 203rd Corps in het zuidoosten van het land (de provincies Helmand en Kandahar) zag van tijd tot tijd adviseurs van TAAC East. Het 215th Corps in het zuidwesten (provincie Nimruz) werd ondersteund door TAAC South.
De Amerikaanse president Barack Obama verklaarde in een update van het Witte Huis op 6 juli 2016 dat, in navolging van de wederzijdse aanbevelingen van generaal John W. Nicholson, de voorzitter van de Joint Chiefs of Staff, generaal Joseph Dunford, en de Amerikaanse minister van Defensie Ashton Carter, de Verenigde Staten tot het einde van zijn regering in december 2016 nog ongeveer 8.400 troepen in Afghanistan aanwezig zouden houden.
De resterende strijdmacht van 9.800 troepen werd op 31 december 2016 teruggetrokken, waardoor 8.400 troepen gestationeerd waren in vier garnizoenen (Kaboel, Kandahar, Baghram en Jalalabad).
De speciale inspecteur-generaal voor de wederopbouw van Afghanistan (SIGAR) werd door het Amerikaanse congres aangesteld om toezicht te houden op de besteding van het budget van $ 117,26 miljard die het Congres had verstrekt om wederopbouwprogramma's in Afghanistan uit te voeren.

## Terreinverlies
Gedurende verloop van tijd werd steeds minder duidelijk hoeveel van het grondgebied van Afghanistan nog werkelijk onder de controle stond van van de regeringstroepen en de militaire steun die zij ontvingen van de NAVO en partnerlanden in het kader van Operation Resolute Support. Het kwartaalrapport van 30 april 2018 aan het Congres van SIGAR meldde dat [Op 31 januari 2018] 14,5% van de totale districten van het land onder controle of invloed van opstandelingen was geraakt en nog eens 29,2% werd betwist.
Bedoeld om een tijdelijke en overgangsrol te spelen, trok de missie geleidelijk haar strijdkrachten terug, die begin 2021 ongeveer 10.000 bedroegen en de missie werd begin september 2021 beëindigd. Een belangrijke rol hierbij speelde hierbij het onder de regering van de Amerikaanse president Donald Trump te Doha bereikte akkoord met een delegatie van de Taliban, waar de Afghaanse regering geheel en al buiten werd gehouden. Na Trumps verlies van de Amerikaanse presidentsverkiezingen van 2020 zag diens opvolger Joe Biden zich tegen wil en dank geconfronteerd met een voldongen feit in de vorm van een verdrag dat de toegezegde terugtrekking van troepen behelste, waarbij hij echter niet betrokken was geweest, maar dat hij als nieuwe president wel moest uitvoeren. Onder Biden bleven de Verenigde Staten nog steeds militair aanwezig in het land, doch  met een steeds kleiner wordend contigent, totdat alle Amerikaanse troepen op 30 augustus 2021 waren teruggetrokken, 9 dagen nadat de hoofdstad Kaboel in de handen van de Taliban was gevallen.
Het Nederlandse ministerie van Defensie onderhield van 18 tot en met 26 augustus 2021 een luchtbrug om vele personen te evacueren (evacuatievluchten vanuit Afghanistan). De vluchten begonnen 3 dagen nadat de Taliban het land volledig in handen namen. Op verzoek van de Verenigde Staten heeft Nederland op 26 augustus luchthaven Kaboel verlaten. Die dag vonden de laatste vluchten plaats. De Verenigde Staten verlieten Kaboel op 30 augustus. Voor die tijd moesten zij grote aantallen Amerikaanse militairen en materieel uitvliegen. Daarvoor vertrok ook nog een aantal landen die tot op het laatste moment een belangrijke bijdrage hadden geleverd aan de beveiliging van het vliegveld.
In november 2021 publiceerde de NAVO een factsheet over haar ‘Afghanistan Lessons Learned Process’. Er werden zeven vergaderingen van een commissie van NAVO-ambtenaren gehouden. Het resultaat daarvan werd een "alomvattende evaluatie" genoemd. John Manza, de voorzitter van de commissie en de hedendaagse adjunct-secretaris-generaal voor operaties, presenteerde een samenvatting die werd beoordeeld en besproken door de permanente vertegenwoordigers van de National Advisory Committee (NAC) en de ministers van Buitenlandse Zaken van de NAC. 
SIGAR rapporteerde in mei 2022 aan het Congres met de titel "Collapse of the Afghan National Defense and Security Forces: An Assessment of the Factors That Led to Its Demise".
Generaal David Petraeus, die rond 2010 enige tijd het bevel had gevoerd over de voorloper van de ISAF-missie naar Afghanistan, beschreef het einde van de missie als "hartverscheurend, tragisch en rampzalig", zoals hij zei "Afghanistan is teruggegaan naar de middeleeuwen" in een interview over de publicatie van het verslag van de Commissie buitenlandse zaken van het Parlement van het Verenigd Koninkrijk over deze kwestie. Het rapport meldde dat het feit dat de toenmalige minister van Buitenlandse Zaken Dominic Raab, zijn permanent secretaris Philip Barton en premier Boris Johnson allemaal met zomerverlof waren toen de Taliban de Afghaanse hoofdstad Kaboel innamen, volgens hem "een fundamenteel gebrek aan ernst, grip of leiderschap" op een kritiek moment, vooral in het licht van het vacuüm dat was ontstaan doordat president Ashraf Ghan en de regering van de Islamitische Republiek Afghanistan het land halsoverkop waren ontvlucht.

## Deelnemende landen
De Verenigde Staten leverde het grootste contigent militairen. 
Het Verenigd Koninkrijk maakte in juli 2018 bekend dat het 440 extra Britse personeelsleden naar Afghanistan heeft gestuurd. Ongeveer de helft van het extra personeel werd in augustus 2018 ingezet en de andere helft volgde in februari 2019. Hierdoor steeg het totale aantal Britse personeelsleden in het land van 650 naar 1.090 begin 2019.
De landen die vanaf februari 2021 personeel in Afghanistan hadden: 
- Albanië
- Armenië
- Australië
- Azerbeidzjan
- België
- Bosnië en Herzegovina
- Bulgarije
- Denemarken
- Duitsland
- Estland
- Finland
- Frankrijk
- Georgië
- Griekenland
- Hongarije
- Ierland
- IJsland
- Italië
- Kroatië
- Letland
- Litouwen
- Luxemburg
- Mongolië
- Montenegro
- Nederland
- Nieuw-Zeeland
- Noord-Macedonië
- Noorwegen
- Oekraïne
- Oostenrijk
- Polen
- Portugal
- Roemenië
- Slowakije
- Slovenië
- Spanje
- Tsjechië
- Turkije
- Verenigd Koninkrijk
- Verenigde Staten
- Zweden